# Canal carotidien
Le canal carotidien est un orifice creusé dans la partie pétreuse de l'os temporal entre la face postéro-inférieure du rocher et l'apex de la partie pétreuse.

## Description
Le canal carotidien débute par son orifice externe (ou inférieur) sur la face postéro-inférieure du rocher en avant de la fosse jugulaire. Une crête où s'ouvre l'orifice inférieur du canalicule tympanique sépare le canal et la fosse.
Le canal suit alors un trajet vertical ascendant puis s'oriente en avant et en dedans pour se terminer par son orifice interne (ou antérieur) sur l'apex de la partie pétreuse pour déboucher dans la fosse crânienne moyenne.
L'orifice interne se situe près du foramen déchiré, au-dessus duquel l'artère carotide interne passe en avant vers le sinus caverneux.
Au niveau de son coude de changement d'orientation s'ouvre le canalicule carotico-tympanique qui traverse la paroi antérieure de la caisse du tympan pour déboucher dans le sillon du promontoire. Ce canalicule permet le passage du nerf et de l’artère carotico-tympaniques

## Contenu
Le canal carotidien permet à l'artère carotide interne et au plexus veineux carotidien de passer dans le crâne, ainsi qu'au plexus sympathique carotidien qui se déplace avec la carotide.
Le plexus sympathique carotidien envoie les fibres sympathiques du ganglion cervical supérieur à la tête. Elles ont plusieurs fonctions motrices : lever la paupière (muscle tarsal supérieur), dilater la pupille (muscle dilatateur de la pupille), innerver les glandes sudoripares du visage et du cuir chevelu et resserrer les vaisseaux sanguins crâniens.

## Galerie

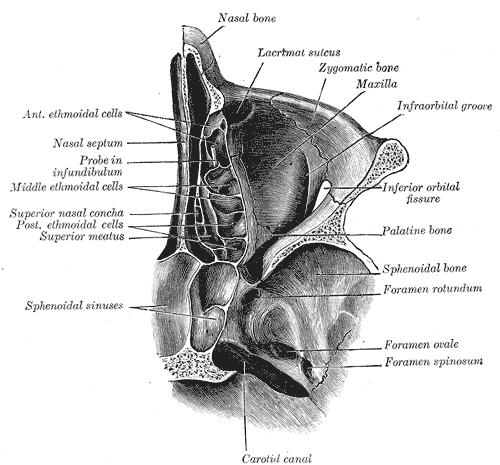
Coupe horizontale des cavités nasales et orbitales.
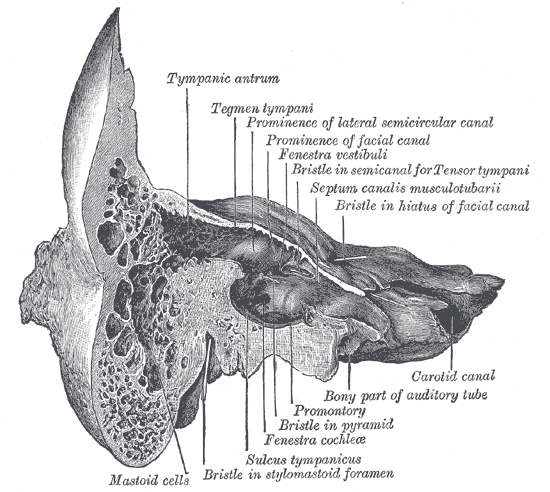
Coupe coronale de l'os temporal droit.
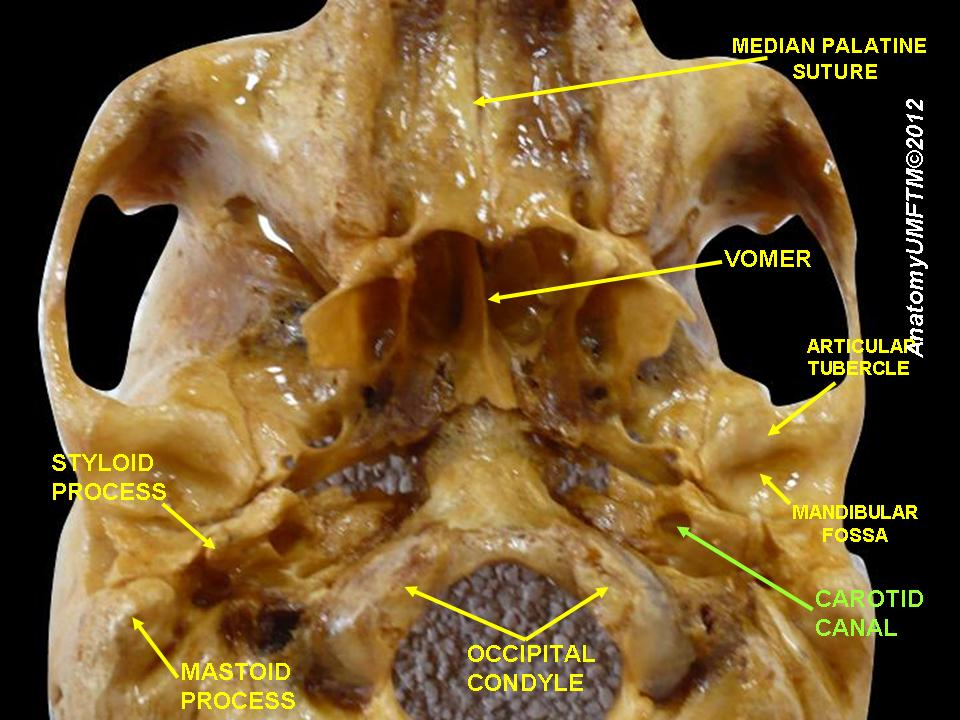
Canal carotidien.